# 拉卡之戰 (2017年)
2017年拉卡之戰是敘利亞民主力量針對伊斯兰国的拉卡攻勢的最後階段。2017年6月6日，敘民主力量在聯合特遣隊－堅決行動的支援下展開本次攻勢。

## 戰況
2017年6月6日，敘民主力量從北、東、西三個方向進攻拉卡市。6月7日，敘民主力量攻佔拉卡市東部的al-Mashlab區及拉卡市西郊的Tel Harqal區，擊斃數十名伊斯蘭國分子。
6月8日晚，23名平民在聯軍空襲中喪生。6月9日，敘民主力量攻佔拉卡市另兩個街區。
截至6月11日，據報已有79名平民喪生。
6月12日，敘民主力量攻佔拉卡市東部的薩那（al-Sinaa）區。
6月21日，敘民主力量在幼發拉底河南岸取得進展，進一步對拉卡形成合圍之勢。
2017年7月下旬，敘民主力量雖然已控制拉卡市區近半地區，但在伊斯蘭國連番自殺炸彈車攻擊下傷亡慘重，損失超過150人。
2017年10月17日，叙利亚民主力量下属武装当天完全夺取了极端组织“伊斯兰国”在叙利亚的大本营拉卡。